# Protaetia handschini
Protaetia handschini är en skalbaggsart som beskrevs av Valck-lucassen 1936. Protaetia handschini ingår i släktet Protaetia och familjen Cetoniidae. Inga underarter finns listade i Catalogue of Life.